# U-639 (tàu ngầm Đức)
U-639 là một tàu ngầm tấn công  Lớp Type VII thuộc phân lớp Type VIIC được Hải quân Đức Quốc Xã chế tạo trong Chiến tranh Thế giới thứ hai. Nhập biên chế năm 1942, nó đã thực hiện được bốn chuyến tuần tra nhưng không đánh chìm được mục tiêu nào. Trong chuyến tuần tra cuối cùng, U-639 bị tàu ngầm Liên Xô S-101 phóng ngư lôi đánh chìm trong biển Kara vào ngày 28 tháng 8, 1943.

## Thiết kế và chế tạo

### Thiết kế

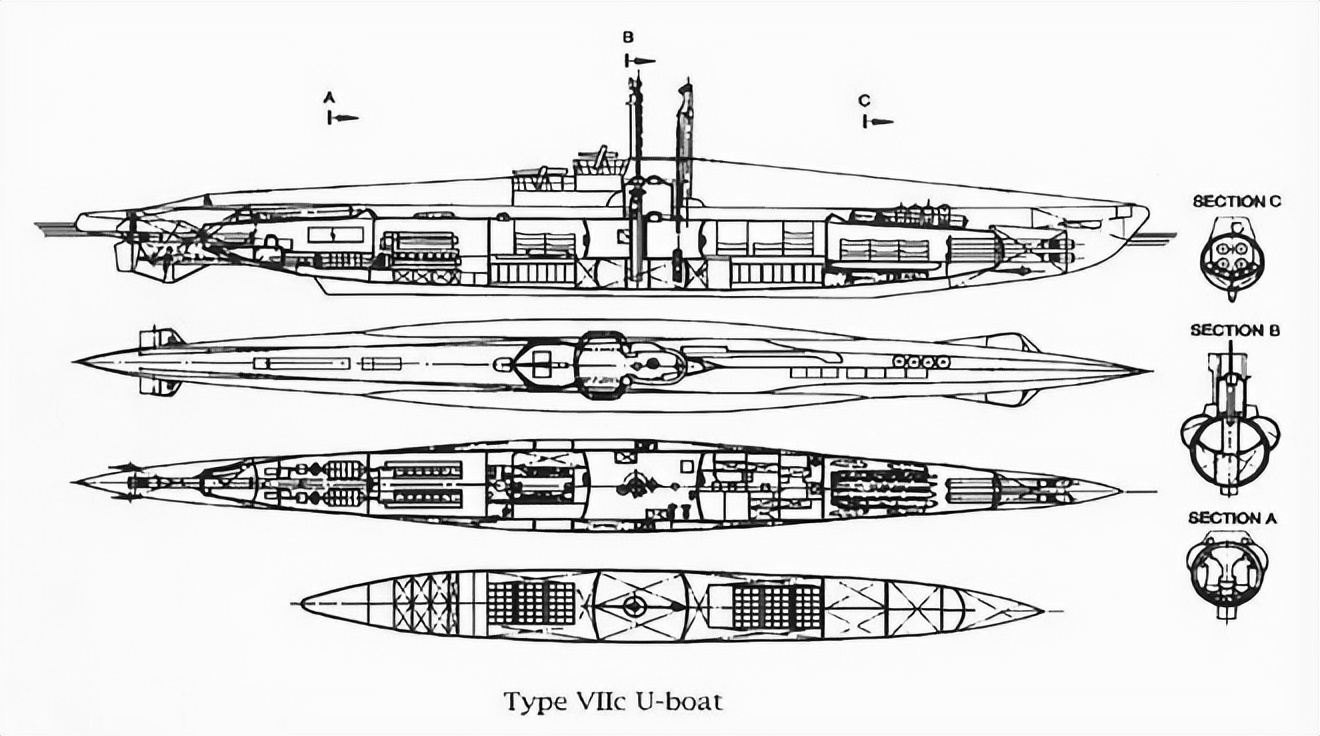
Sơ đồ các mặt cắt một tàu ngầm Type VIIC

Phân lớp VIIC của Tàu ngầm Type VII là một phiên bản VIIB được kéo dài thêm. Chúng có trọng lượng choán nước 769 t (757 tấn Anh) khi nổi và 871 t (857 tấn Anh) khi lặn). Con tàu có chiều dài chung 67,10 m (220 ft 2 in), lớp vỏ trong chịu áp lực dài 50,50 m (165 ft 8 in), mạn tàu rộng 6,20 m (20 ft 4 in), chiều cao 9,60 m (31 ft 6 in) và mớn nước 4,74 m (15 ft 7 in).
Chúng trang bị hai động cơ diesel Germaniawerft F46 siêu tăng áp 6-xy lanh 4 thì, tổng công suất 2.800–3.200 PS (2.100–2.400 kW; 2.800–3.200 bhp), dẫn động hai trục chân vịt đường kính 1,23 m (4,0 ft), cho phép đạt tốc độ tối đa 17,7 kn (32,8 km/h), và tầm hoạt động tối đa 8.500 nmi (15.700 km) khi đi tốc độ đường trường 10 kn (19 km/h). Khi đi ngầm dưới nước, chúng sử dụng hai động cơ/máy phát điện Garbe, Lahmeyer & Co. RP 137/c  tổng công suất 750 PS (550 kW; 740 shp). Tốc độ tối đa khi lặn là 7,6 kn (14,1 km/h), và tầm hoạt động 80 nmi (150 km) ở tốc độ 4 kn (7,4 km/h). Con tàu có khả năng lặn sâu đến 230 m (750 ft).
Vũ khí trang bị có năm ống phóng ngư lôi 53,3 cm (21 in), bao gồm bốn ống trước mũi và một ống phía đuôi, và mang theo tổng cộng 14 quả ngư lôi, hoặc tối đa 22 quả thủy lôi TMA, hoặc 33 quả TMB. Tàu ngầm Type VIIC bố trí một hải pháo 8,8 cm SK C/35 cùng một pháo phòng không 2 cm (0,79 in) trên boong tàu. Thủy thủ đoàn bao gồm 4 sĩ quan và 40-56 thủy thủ.

### Chế tạo
U-639 được đặt hàng vào ngày 20 tháng 1, 1941, và được đặt lườn tại xưởng tàu của hãng Blohm & Voss ở Hamburg vào ngày 31 tháng 10, 1941. Nó được hạ thủy vào ngày 22 tháng 7, 1942, và nhập biên chế cùng Hải quân Đức Quốc Xã vào ngày 10 tháng 9, 1942 dưới quyền chỉ huy của Hạm trưởng, Trung úy Hải quân Walter Wichmann.

## Lịch sử hoạt động
Sau khi hoàn tất việc huấn luyện trong thành phần Chi hạm đội U-boat 5, U-639 được điều sang Chi hạm đội U-boat 11 từ ngày 1 tháng 4, 1943 để hoạt động trên tuyến đầu, rồi lại được điều sang Chi hạm đội U-boat 13 từ ngày 1 tháng 6, 1943 cho đến khi bị mất.

### Chuyến tuần tra thứ nhất
Vào giữa tháng 3, 1943, U-639 đã lần lượt di chuyển từ cảng Kiel, Đức đến các cảng Kristiansand, Stavanger và Bergen cùng thuộc Na Uy, rồi khởi hành từ Bergen vào ngày 24 tháng 3 cho chuyến tuần tra đầu tiên trong chiến tranh. Nó đã hoạt động trong biển Na Uy về phía Tây Bắc Iceland, và kết thúc chuyến tuần tra tại cảng Hammefest, Na Uy vào ngày 25 tháng 4.

### Chuyến tuần tra thứ hai
Trong chuyến tuần tra thứ hai diễn ra từ ngày 12 tháng 5 đến ngày 7 tháng 6, U-639 xuất phát từ Hammefest để hoạt động tại vùng biển chung quanh đảo Bear trước khi đi đến Harstad. Vào giữa tháng 6, chiếc tàu ngầm lần lượt di chuyển đến các cảng Narvik và Trondheim cùng thuộc Na Uy.

### Chuyến tuần tra thứ ba
U-639 khởi hành từ Trondhelm vào ngày 24 tháng 7 cho chuyến tuần tra thứ ba để hoạt động trong biển Barents cho đến tận phía Nam quần đảo Novaya Zemlya. Con tàu quay trở lại Harstad vào ngày 5 tháng 8.

### Chuyến tuần tra thứ tư – Bị mất
Vào đầu tháng 8, U-639 di chuyển từ Harstad đến Narvik, rồi xuất phát từ đây vào ngày 11 tháng 8 cho chuyến tuần tra thứ tư, cũng là chuyến cuối cùng, để hoạt động trong biển Barents và biển Kara. Chiếc tàu ngầm đã rải 24 quả thủy lôi TMB tại vùng cửa sông Obi vào ngày 21 tháng 8, nhưng đến ngày 28 tháng 8 đã bị tàu ngầm S-101 của Hải quân Liên Xô phóng ngư lôi đánh chìm trong biển Kara, tại tọa độ 76°49′B 69°42′Đ / 76,817°B 69,7°Đ. Toàn bộ 47 thành viên thủy thủy đoàn của U-639 đều đã tử trận.

### "Bầy sói" tham gia
U-639 từng tham gia một bầy sói:
- Eisbär (27 tháng 3 - 15 tháng 4, 1943)